# 이시렉
이시렉(ཨི་ཤོ་ལེགས།)은 토번의 제15대 짼뽀이다.
| 전임 둥찌렉 | 제15대 토번국 짼뽀 | 후임 자남진데 |